# 至高统治者2020
《至高统治者2020》是一款大战略电脑游戏，由BattleGoat Studios開發，Paradox Interactive發佈。此遊戲是於2008年6月17日在歐洲發佈，2008年7月1日在北美洲發佈，是《至高统治者2010》的續作。在此遊戲中，玩家需要操控一個企圖統一全世界的國家。於2008年12月23日，BattleGoat Studios發佈了此遊戲的擴充包，《至高统治者2020：全球危機》（Supreme Ruler 2020: Global Crisis）。於2009年9月18日，BattleGoat Studios發佈了此遊戲的金裝版。該金裝版包含了遊戲本身和擴充包。

## 遊戲系統

遊戲截圖

此遊戲共有兩種遊戲模式：場景模式和戰役模式。場景模式的遊戲地圖被局限在一個區域中，並且要求玩家達成某個目的。而戰役模式沒有任何指定任務，只需統一全世界。遊戲中有超過250個可玩政權，且政權的經濟、軍事、科技、收入、外交和間諜行動均能被玩家操控。玩家能夠決定建造部隊、興建設施、生產資源和制定政府政策。外交選項包括聯盟、條約和資源和技術交易。玩家亦可帶領國民，在技術方面獲得進步，並進行社會改革，如全球化、自由貿易、可再生資源、生物技術、納米技術、機器人技術及半機械化工程。
《至高统治者2020》一般是以即时战略的方式進行遊戲，但玩家是可以暫停遊戲或改變遊戲的運行速度。此遊戲的戰鬥單位是營，而戰爭都是在地圖上進行。玩家能夠透過下達命令來控制不同的戰鬥單位。玩家亦能選擇“單位主動”模式，讓人工智能為玩家控制戰鬥單位。玩家也可諮詢內閣關於各方面的意見。
此遊戲的多人模式是在局域網或互聯網上進行，並且能夠容納多達16個玩家。

## 改進
《至高统治者2020》相對於前作《至高统治者2010》有不少改進之處，包括改進了的畫質，音效更多元化和改良了的人工智能。

## 更新
此遊戲的最新更新版本為「更新版8」（6.8.1版），並且可供沒有購買擴充包的玩家免費更新。「更新版8」進一步完善「更新版7」（6.7.63版）中的新遊戲機制，並增加了一些新功能。「更新版8」是最後的一個更新計劃。

## 評價
此遊戲獲得的評價好壞參半。兩個匯總評分網站GameRankings和Metacritic得出此遊戲的分數為67.33%和65/100分。
IGN給予此遊戲7.8/10分，稱讚其畫質、遊戲體驗和耐玩度，但就批評其音樂。1UP.com給予此遊戲B-的評分，稱讚其遊戲模式，但就批評難度太高。而GameSpot則給予此遊戲4.5/10分，並批評遊戲太複雜，以及荒謬的內容。

## 全球危機擴充包
於2008年12月23日，BattleGoat和Paradox發佈了擴充包《至高统治者2020：全球危機》。該擴充包增加了一些附加內容，並改進了遊戲的核心引擎。

## 金裝版
於2009年9月18日，Battlegoat Studios發佈了此遊戲的金裝版。該金裝版不但包含了原本的遊戲，還包含了擴充包《至高统治者2020：全球危機》。

## 模組
大多數的《至高统治者2020》數據文件可在原始文本格式中獲取，以用來更改模組。用戶群體為此設計了一批模組供遊戲玩家使用。Battlegoat的論壇上有此遊戲的模組列表。

## 外部連結
- Paradox Interactive's Supreme Ruler 2020 official website
- BattleGoat Studios' Supreme Ruler 2020 official website
- SupremeWiki